# Pica-soques de la Cabília
El pica-soques de la Cabília (Sitta ledanti) és un ocell de la família dels sítids (Sittidae).

## Hàbitat i distribució
Habita els boscos amb roures, cedres i picees, a les muntanyes del nord-est d'Algèria.